# 김이석
김이석(金利錫, 1914년 7월 16일 ~ 1964년 9월 18일)은 대한민국의 소설가, 영화 각본가이다. 본관은 연안(延安)이다.

## 학력
- 평안남도 평양 종로보통학교 졸업
- 평안남도 평양 광성고등보통학교 졸업
- 경성 연희전문학교 중퇴

## 생애
평안남도 평양에서 출생하여 광성고보(光成高普) 졸업을 거쳐 경성 연희전문학교를 중퇴하였다. 1937년 평양에서 김조규(金朝奎)·유항림(兪恒林)·김화청(金化淸) 등과 동인지 《단층》(斷層)을 발간하였으며, 여기에 단편 〈감정세포의 전복〉(感情細胞의 顚覆), 〈환등〉(幻燈) 등을 발표하였다. 1938년에 단편 〈부어〉(腐魚)가 동아일보에 당선되면서 문단에 데뷔하였다. 1951년 1.4 후퇴 때 월남하였으며, 1961년 영화 《인력거》(人力車)로 영화 각본가 데뷔하였다.
그는 월남한 지식인들의 비참한 삶의 모습을 서술한 작품을 주로 다루었으나, 대표작인 〈실비명〉, 〈외뿔소〉, 〈학춤〉 등에서는 이와 별개로 주인공의 꿈의 상실에 대한 좌절과 상심을 중심으로 인생의 비애를 표현하고 있다.
서양화가 이중섭과 친한 사이로 알려져 있었다.

## 주요 작품
- 《실비명》
- 《외뿔소》
- 《학춤》
- 《관앞골 기억》
- 《교련과 나》
- 《뻐꾸기》
- 《동면》
- 《지게부대》
- 《허민선생》
- 《재회》